# Жан Целар
Жан Целар (Крањ, 14. март 1999) је словеначки фудбалер који игра на позицији нападала у швајцарском лигашу Лугано и репрезентацију Словеније.

## Играчка каријера

### Клубови
Целар је дебитовао за Рому у Серији А 11. марта 2019. у утакмици против Емполија, као замена за Патрика Шика у 86. минуту.
Дана 10. јула 2019., Целар се придружио клубу из Серије Б Цитадела на позајмици до јануара 2020. године. Дана 30. јануара 2020. прешао је на позајмицу у такође италијански Кремонезе. Након што је постигао два гола у једанаест наступа током сезоне 2019–20 Серије Б, његова позајмица је продужена за још једну сезону у августу 2020. .
Прешавши у Лугано, Целар је 15. маја 2022. постигао гол у победи Лугана над Сент Галеном резултатом 4 : 1 у финалу Купа Швајцарске.

### Репрезентација
Између 2014. и 2021. Челар је играо за све младе селекције Словеније од до 16 до 21 године, одигравши 46 утакмица за све тимове заједно и постигавши 17 голова.
За сениорски тим је дебитовао 14. новембра 2021. године у квалификационој утакмици за Светско првенство против Кипра.

## Успеси

### Играчки
Лугано
- Куп Швајцарске у фудбалу: 2021–22.[9]